# Kel-Tec KSG
Il Kel-Tec KSG è un fucile a pompa con costruzione bullpup con munizioni calibro 12 progettato da Kel-Tec. Dispone di due caricatori a tubo che l'utente dell'arma può alternare manualmente. Ciascun tubo contiene un totale di sette proiettili calibro 12 da 0,75 pollici (70 mm) o sei proiettili da 3 pollici (76 mm).